# Alexander Alexandrowitsch Storoschuk
Alexander Alexandrowitsch Storoschuk (russisch Александр Александрович Сторожук; * 10. August 1981 in Wysselki) ist ein ehemaliger russischer Fußballspieler und nunmehriger -trainer.

## Karriere

### Als Spieler
Storoschuk begann seine Karriere bei Schemtschuschina Sotschi, wo er in der Saison 1999 24 Mal für die Reserve in der Perwenstwo PFL spielte. Zur Saison 2001 wechselte er zu Nika Moskau, wo er zu 34 Drittligaeinsätzen kam. Zur Saison 2002 schloss er sich dem FK Krasnodar-2000 an. Für Krasnodar absolvierte er insgesamt 97 Drittligapartien. Im Sommer 2005 schloss er sich Lokomotive Nischni Nowgorod, für das er 22 Mal in der dritten Liga spielte.
Zur Saison 2006 wechselte Storoschuk zum Zweitligisten Maschuk-KMW Pjatigorsk. Dort gab er im März 2006 sein Debüt in der Perwenstwo FNL. In seiner ersten Zweitligasaison kam er der Außenverteidiger zu 39 Einsätzen, in der Saison 2007 spielte er 35 Mal. Zur Saison 2008 schloss er sich dem Ligakonkurrenten FK SKA Rostow an. Für Rostow absolvierte er 26 Zweitligapartien, SKA zog sich nach der Saison allerdings aus der zweiten Liga zurück, woraufhin Storoschuk das Team verließ.
Der Abwehrspieler blieb der Liga erhalten und wechselte zur Saison 2009 zu Tschernomorez Noworossijsk, für das er elfmal spielte. Im August 2009 zog er weiter innerhalb der Liga zum FK Metallurg Lipezk. Für Lipezk kam er siebenmal zum Einsatz, mit Metallurg stieg er aus der FNL ab. Storoschuk kam jedoch erneut bei einem anderen Zweitligisten unter und wechselte zur Saison 2010 zu Irtysch Omsk. In Omsk kam er zu 30 Zweitligaeinsätzen, auch mit Irtysch stieg er aber zu Saisonende aus der zweithöchsten Spielklasse ab.
Zur Saison 2011/12 wechselte er dann zum ebenfalls drittklassigen FK Gornjak Utschaly. Für Utschaly kam er zu 24 Drittligaeinsätzen. Zur Saison 2012/13 schloss er sich dem FK Slawjanski an, für den er 18 Mal in der PFL zum Einsatz kam. In der Winterpause verließ er das Team wieder. In der Saison 2014/15 absolvierte er dann noch 14 Drittligaspiele für Afips Afipski, ehe er seine Karriere beendete.

### Als Trainer
Zwischen September und Oktober 2015 war Storoschuk Interimstrainer beim Drittligisten Afips Afipski. Zur Saison 2016/17 wurde er Co-Trainer, im August 2017 übernahm er dann fest als Cheftrainer und trainierte das Team bis zur Einstellung des Spielbetriebs nach der Saison 2017/18.
Im November 2019 übernahm er die U-19-Mannschaft des FK Krasnodar. Zur Saison 2021/22 wurde er dann Trainer der Zweitligamannschaft Krasnodars. Nach 25 Zweitligapartien an der Seitenlinie übernahm er im März 2022 vom zurückgetretenen Daniel Farke als Interimstrainer die Erstligamannschaft des Klubs. Im Mai 2022 wurde er als Cheftrainer bestätigt. Unter seiner Führung als Interimstrainer hatte Krasnodar in zwölf Partien sechs Siege geholt. In der Saison 2022/23 belegte er mit Krasnodar zur Winterpause den achten Rang. Im Januar 2023 wurde er von Vladimir Ivić als Trainer abgelöst und kehrte wieder zur Reserve zurück.